# Lashana Lynch
Lashana Rasheda Lynch (Londres, 27 de novembro de 1987) é uma atriz britânica. Ela é mais conhecida por interpretar Rosaline Capulet na série Still Star-Crossed, Maria Rambeau no filme Capitã Marvel, Nomi no filme de James Bond 007 - Sem Tempo para Morrer e Izogie no filme Mulher-Rei.

## Filmografia

### Cinema
| Ano  | Título                                      | Papel                         | Notas          |
| ---- | ------------------------------------------- | ----------------------------- | -------------- |
| 2010 | The Morning After the Night Before          | Ruth                          | Curta-metragem |
| 2012 | Fast Girls                                  | Belle Newman                  |                |
| 2013 | Powder Room                                 | Laura                         |                |
| 2016 | Brotherhood                                 | Ashanti                       |                |
| 2019 | Captain Marvel                              | Maria Rambeau                 |                |
| 2020 | The Intergalactic Adventures of Max Cloud   | Shee                          |                |
| 2021 | No Time to Die                              | Nomi                          |                |
| 2021 | Ear for Eye                                 | Mulher dos EUA                |                |
| 2022 | Doctor Strange in the Multiverse of Madness | Maria Rambeau / Capitã Marvel |                |
| 2022 | The Woman King                              | Izogie                        |                |
| 2022 | Matilda: The Musical                        | Senhorita Honey               |                |
| 2023 | The Marvels                                 | Maria Rambeau / Binária       |                |
| 2024 | Bob Marley: One Love                        | Rita Marley                   |                |
| 2027 | Children of Blood and Bone                  | Jumoke                        |                |

### Televisão
| Ano       | Título                | Papel            | Notas                          |
| --------- | --------------------- | ---------------- | ------------------------------ |
| 2007      | The Bill              | Precious Miller  | Episódio: "Man Down"           |
| 2013      | Silent Witness        | Shona Benson     | 2 episódios                    |
| 2014      | The 7.39              | Kerry Wright     | 2 episódios                    |
| 2014      | Atlantis              | Areto            | Episódio: "Telemon"            |
| 2015      | Crims                 | Gemma            | 5 episódios                    |
| 2015      | Death in Paradise     | Jasmine Laymon   | Episódio: "The Perfect Murder" |
| 2016      | Doctors               | Leah Gattis      | 2 episódios                    |
| 2017      | Still Star-Crossed    | Rosaline Capulet | 7 episódios                    |
| 2018–2021 | Bulletproof           | Arjana Pike      | 6 episódios                    |
| 2024      | The Day of the Jackal | Bianca Pullman   | 10 episódios                   |

### Video game
| Ano  | Título         | Papel         |
| ---- | -------------- | ------------- |
| 2025 | Directive 8020 | Brianna Young |